# Beauvechain
Beauvechain (nld. Bevekom; wa. Bauvètchin, Bôvètché) – miejscowość i gmina (commune) w środkowej Belgii, w Regionie Walońskim, w prowincji Brabancja Walońska, w okręgu Nivelles. Językiem używanym w gminie jest język francuski.

## Geografia
Ukształtowanie terenu jest przeważnie płaskie, o łagodnie opadającym w kierunku północnym płaskowyżu. 73,44% powierzchni gminy przeznaczone jest pod użytki rolne. Lasy, zajmujące 5,15% powierzchni, znajdują się w południowo-zachodniej części gminy, w dolinie rzeki Nethen.

## Podział administracyjny
W skład gminy wchodzą cztery dzielnice (section):
- Hamme-Mille
- L’Écluse (Sluizen)
- Nodebais (Nodebeek)
- Tourinnes-la-Grosse (Deurne)

## Współpraca
Miejscowość partnerska:
- Avord, Francja

## Lotnisko
Znaczną powierzchnię, 480 ha, zajmuje baza lotnicza Pierwszego Skrzydła Belgijskich Sił Powietrznych, zlokalizowana ok. 3 km na południe od miejscowości Beauvechain.